# Magyar tudományos akadémiai tagság
A Magyar Tudományos Akadémia történetét a levelező és rendes tagság intézménye folyamatosan változó feltételekkel ugyan, de végigkísérte. Emellett működése első száz évében mód nyílt a tudományágukban különösen kiemelkedő eredményeket elérő hazai vagy külföldi személyek tiszteleti taggá választására. Ugyanakkor több, tudományos teljesítménnyel nem vagy alig rendelkező államférfi is megkapta e kitüntető címet, hasonlóan a részben szintén társadalmi elismerésként funkcionáló igazgatósági tagsághoz. 
1949-ben törvényileg módosították az alapszabályt, s több intézkedés mellett megszüntették az igazgatósági tagságot, bevezették a külső tagságot, valamint megszüntették a rendszerellenesnek bélyegzett tudósok akadémiai tagságát vagy tanácskozó taggá minősítették vissza őket. Ez utóbbiakat 1989-ben rehabilitálták a tagság – sok esetben posztumusz – visszaállításával. A külső tagságot 1964-ben megszüntették, s külföldi tudósokat csak tiszteleti tagságra jelölhettek egészen 1990-ig, amióta ismét vannak külső tagjai a Magyar Tudományos Akadémiának.
A jelenleg érvényben lévő szabályozás szerint a hetvenesztendősnél fiatalabb hazai levelező, illetve rendes tagsággal rendelkező akadémikusok száma nem haladhatja meg a kétszáz főt. Levelező taggá a Magyar Tudományos Akadémia doktora címmel (vagy azzal törvényileg egyenértékűnek minősített tudományos fokozattal) rendelkező, tudományágában kimagasló színvonalú eredményeket elért tudós választható. 
A rendes tagság feltétele a levelező tagság elnyerését követően elért jelentős tudományos eredmény. A külföldi magyar tudósok köréből választható külső taggá az a nem magyar állampolgárságú, de magát magyarnak valló tudós, aki tudományágában jelentős eredményeket ért el, és szoros kapcsolatokat ápol a hazai tudományos közélettel. 
A magyar kötődéssel nem rendelkező, de szaktudományát világszínvonalon művelő tudós tiszteleti taggá választható. Az Akadémiának tágabb értelemben tagja lehet mindenki, aki tudományos fokozatot szerzett, mégpedig úgynevezett köztestületi tagként, ők azonban nem minősülnek akadémikusoknak.